# Soko (flygplanstillverkare)

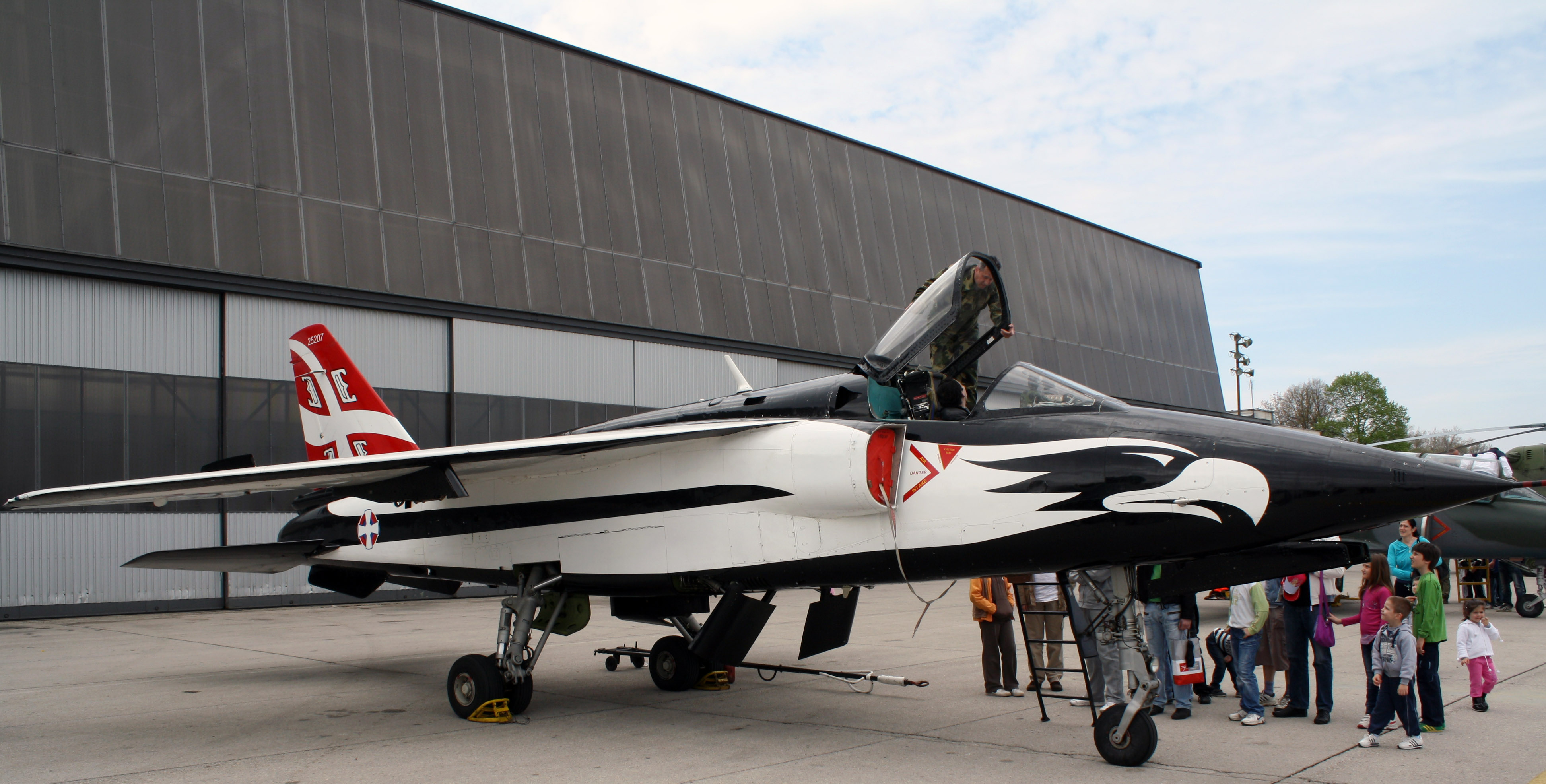
Soko J-22 Orao

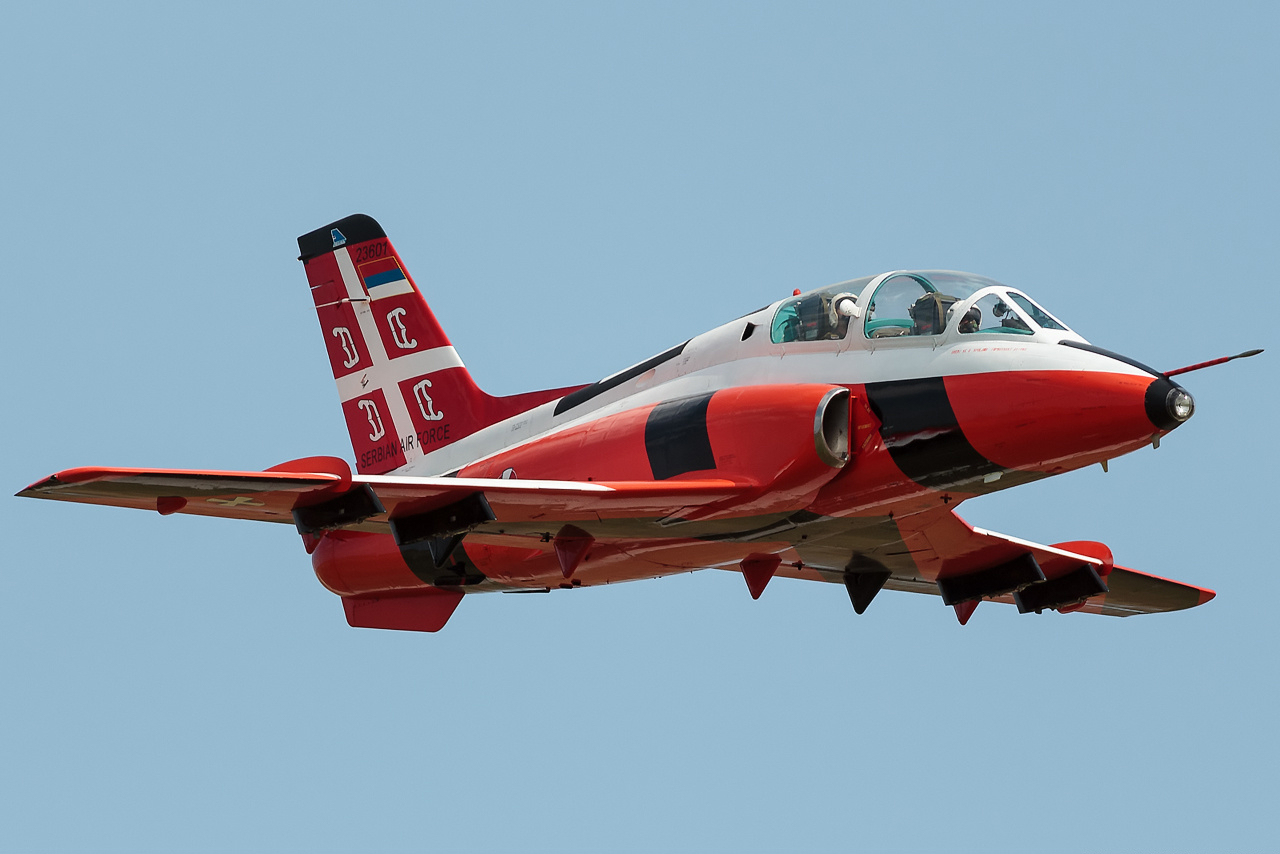
Soko G-4 Super Galeb

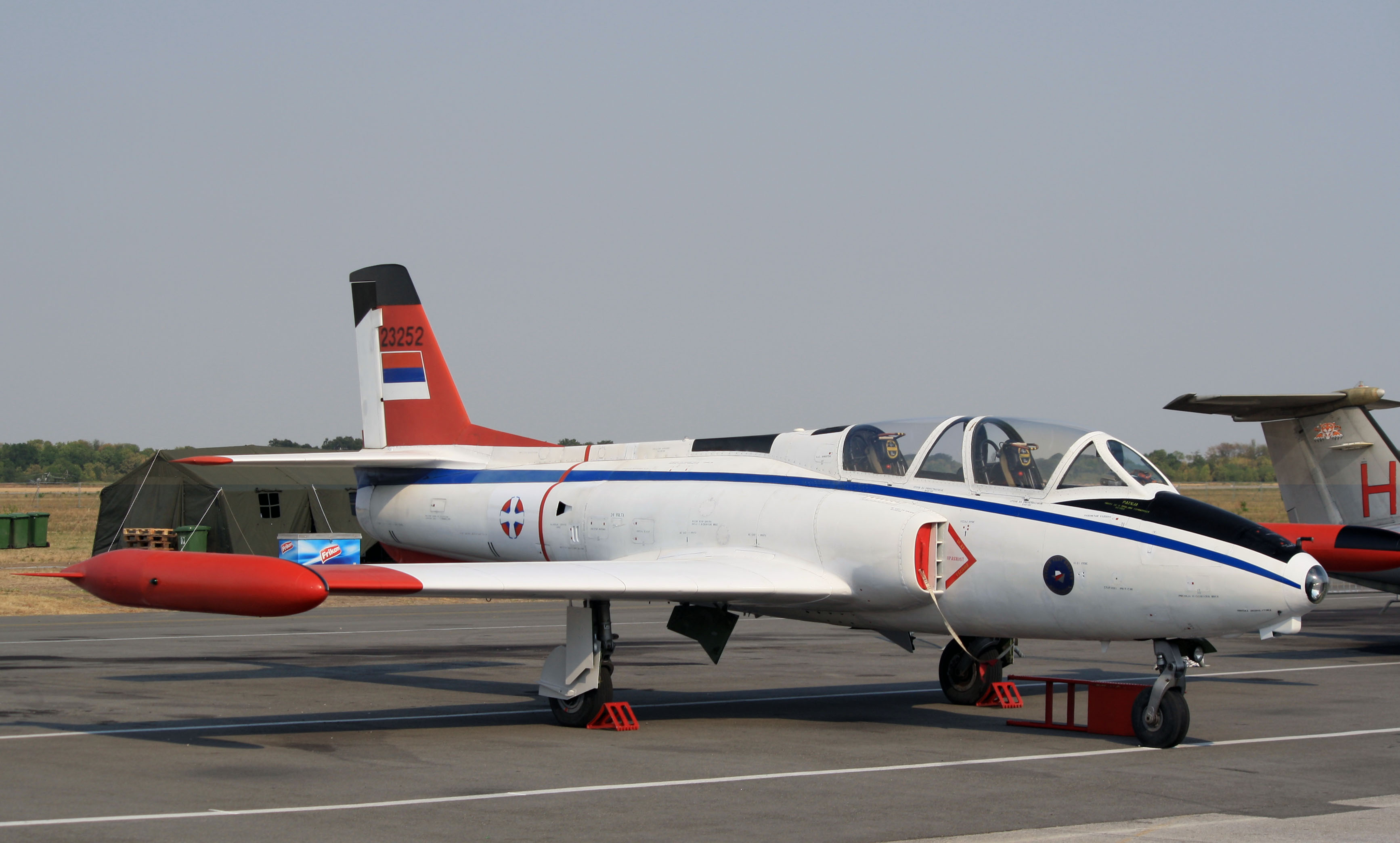
Soko G-2 Galeb

Soko (kyrilliska: Соко), var en jugoslavisk flygplanstillverkare baserad i Mostar i dåvarande SR Bosnien och Hercegovina. Företaget var ansvarigt för produktionen av många militära flygplan till det jugoslaviska flygvapnet.
I början av 1990-talet upphörde flygplansproduktionen. Anläggningarna demonterades delvis och flyttades till Utva Aviation Industry i serbiska Pančevo som Soko redan hade ett nära samarbete med i tillverkningen av Soko J-22 Orao och Soko G-4 Super Galeb.

## Flygplan
- Soko 522 (1955, initialt byggd i Ikarus)
- Soko S-55 (licenstillverkad helikopter)
- Soko J-20 Kraguj (1964)
- Soko J-21 Jastreb (1967)
- Soko J-22 Orao (1978)
- Soko G-2 Galeb (1965)[3]
- Soko G-4 Super Galeb (1983)[3]
- Soko Gazelle (licenstillverkad helikopter)
- Novi Avion (projekt)